# (6591) Sabinin
(6591) Sabinin es un asteroide perteneciente al cinturón de asteroides, descubierto el 7 de septiembre de 1986 por la astrónoma soviética Liudmila Chernyj desde el Observatorio Astrofísico de Crimea.

## Designación y nombre
Designado provisionalmente como 1986 RT5. Fue nombrado Sabinin en honor al científico ruso Dmitri Anatólievich Sabinin.